# Chicago blues

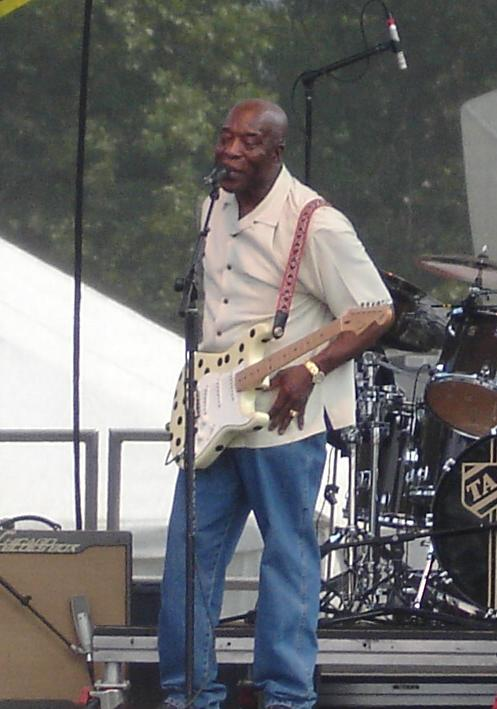
Imatge de l'artista Buddy Guy.

El Chicago blues és un tipus de música blues que es va desenvolupar a Chicago, a l'afegir guitarres amplificades, bateria, piano, baix i, en algunes ocasions, saxofon al Delta blues bàsic de guitarres i harmònica. Aquest estil és el resultat, principalment, de la gran migració afroamericana de treballadors pobres del sud dels Estats Units a les ciutats industrials del nord del país, com per exemple, Chicago, durant la primera meitat del segle xx.
El Chicago blues té un repertori de notes musicals més ampli que l'escala estàndard de blues de sis notes; generalment s'afegeixen notes de l'escala major aconseguint així un efecte "jazzero" al mateix temps que es mantenen les característiques essencials del blues. Aquest efecte, el d'afegir notes a una altra escala, no és tan comú ni té tant importància en altres estils, com el Texas blues, en el que s'acostuma a usar "terceres" i "sisenes" majors.
Una altra característica important del Chicago blues és la presència d'una gran quantitat d'acords "novens" dominants, així com la presència de notes "novenes" a les escales.

## Intèrprets més rellevants
| - Big Maceo Merriweather - Big Walter Horton - Blue Plate Special - Bo Diddley - Bonnie Lee - Boston Blackie - Buddy Guy - Charlie Musselwhite - Carey Bell - Charlie Love - Siegel-Schwall_Band - David "Honeyboy" Edwards - Detroit Junior - Dion Payton - Earl Hooker - Elmore James - Erwin Helfer | - Fenton Robinson - Freddie King - Harry Binford - Homesick James - Hound Dog Taylor - Howlin' Wolf - Hubert Sumlin - J. B. Lenoir - James Cotton - Jimmy Dawkins - Jimmy Johnson - Jimmy Rogers - John Brim - Johnny Shines - J. T. Brown - Junior Wells | - Kansas Joe McCoy - Koko Taylor - Kokomo Arnold - Little Walter - Lonnie Brooks - Lovie Lee - Luther Allison - Lurrie Bell - Magic Sam - Magic Slim - Mathías Ramírez - Mighty Joe Young - Mike Bloomfield - Muddy Waters - Otis Rush - Otis Spann - Papa Charlie McCoy | - Paul Butterfield - Pinetop Perkins - R.P. Michaels - Robert Lee McCollum - Robert Lockwood Jr. - Ronnie Baker Brooks - Robert Johnson - Scrapper Blackwell - Snooky Pryor - Son Seals - Sonny Boy Williamson - Sunnyland Slim - Vince Agwada - Wayne Baker Brooks - Willie Dixon - Willie Kent |